# Kleomenes (Sohn des Kleombrotos)
Kleomenes (altgriechisch Κλεομένης Kleoménēs), der Sohn des Kleombrotos II. und der Chilonis, stammte aus dem Haus der Agiaden.
Er war der jüngere Bruder des Agesipolis. Da Kleombrotos aus Sparta verbannt worden war, lebte die Familie in Tegea. Erst als Kleomenes III. aus Sparta vertrieben wurde, konnten sie zurückkehren. Da Agesipolis und Kleombrotos bereits gestorben waren, wurde Agesipolis Sohn Agesipolis Thronfolger. Kleomenes wurde der Wächter des noch unmündigen Herrschers.